# Rathaus (Gräfenberg)

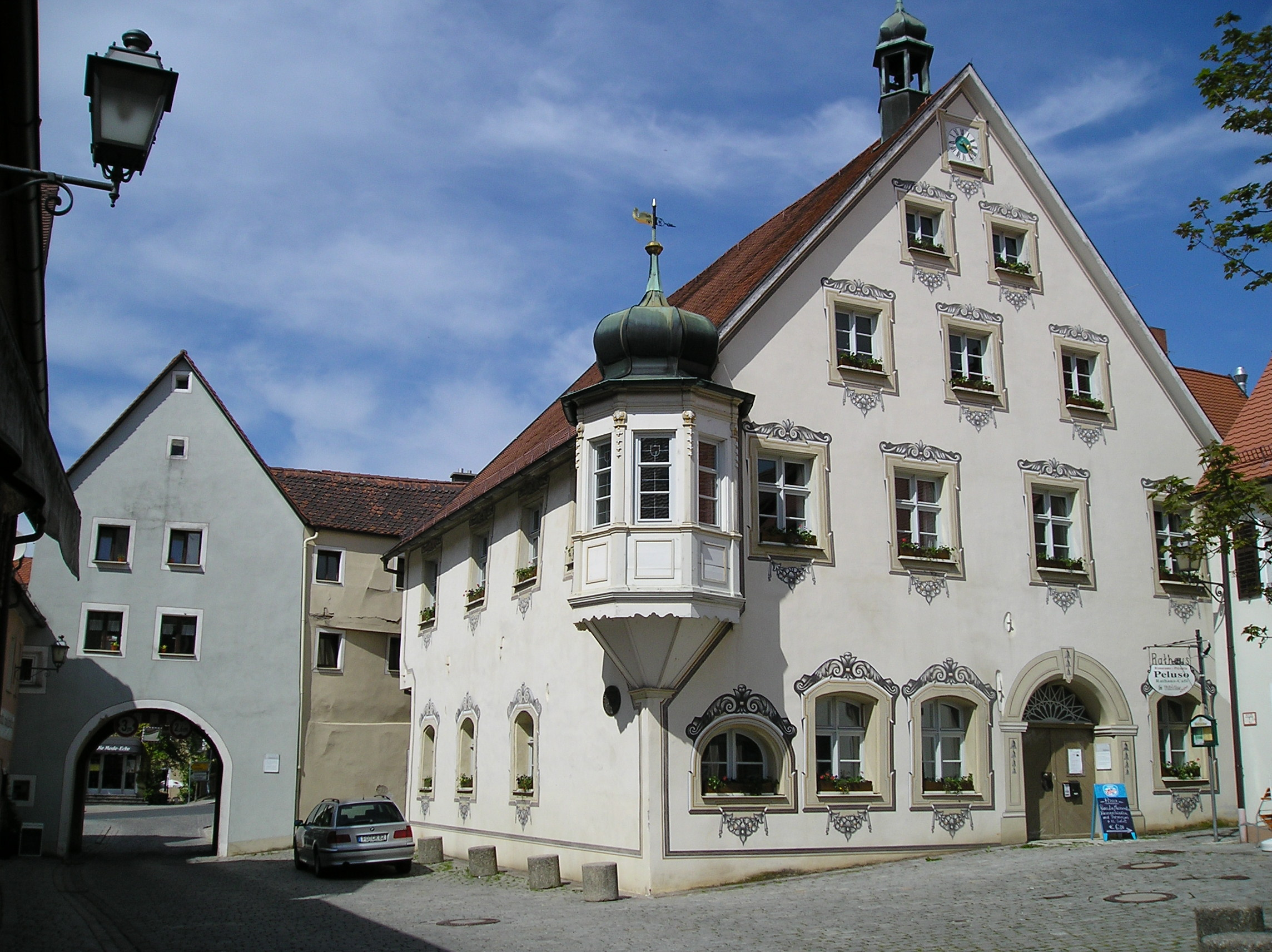
Rathaus in Gräfenberg

Das Rathaus in Gräfenberg, einer Stadt im oberfränkischen Landkreis Forchheim in Bayern, wurde 1697 als Bürgerhaus errichtet und 1870 als Rathaus umgebaut. Das Gebäude, Marktplatz 1, ist ein geschütztes Baudenkmal. 
Zum zweigeschossigen massiven Satteldachbau mit polygonalem Eckerker mit Zwiebelhaube gehört ein zweigeschossiges Rückgebäude mit Fachwerkobergeschoss. Der Dachreiter mit Glockendach hatte ehemals ein Flachsatteldach, das im Jahr 1965 mit einer Zwiebelhaube erneuert wurde.
Im Inneren sind noch Teile der historischen Ausstattung vorhanden.